# 奥州千葉氏
奥州千葉氏（おうしゅうちばし）は、桓武平氏の末裔である下総千葉氏の一族。

## 歴史
1189年、源頼朝は奥州藤原氏討伐を目指して、28万の軍勢を奥州に送った。世に言う奥州合戦である。この戦いで、千葉常胤は東海道方面の軍を指揮し、6人の息子たちと共に功を立てた。頼朝はこれに対して、陸奥国行方・亘理・伊具・岩城・宮城・黒川郡内の地頭職を常胤に与えることで報い、常胤は与えられた所領を諸子たちに分割して与えた。これが、奥州千葉氏の勃興である。
1230年代から1300年代に多くの下総千葉一族の者が奥州に下向したとされ、伝説によれば、1276年に千葉頼胤は息子の胤信を葛西氏に養嗣子として送り込んだが、この際に、臼井常俊、千葉胤常、千葉胤氏を付けさせたという（ただし、葛西胤信の実在に関しては疑問視されている）。また、千葉邦胤の兄千葉良胤が原氏によって追放され、公津城に押し込められ、その後、奥州伊達郡三河に逃れたことが確認されている。
このように、奥州で活躍した千葉氏も、戦国時代の豊臣秀吉に拠る奥州仕置、葛西大崎一揆、九戸政実の乱により滅亡したのである。この際、多数の資料・系譜が焼失したとされ、これが後述する奥州千葉氏の一族解明を難しくする遠因となったのである。

## 系譜の混乱
奥州千葉氏の系譜には混乱している傾向が見られるが、その理由は以下のように挙げられる。
1. 上記の葛西大崎一揆を初めとする奥羽の戦乱に拠り、系譜・記録類が多数消失した。
2. 本来、千葉氏とは無縁の氏族が系譜に紛れ込んだ（それを裏付けるように、奥州千葉氏の系譜には、通常では考えられないくらいの子息が見える）。

## 奥州千葉氏の一族
上記のように疑問の多い奥州千葉氏の系譜ではあるが、その一族を伝承に従って記す。
千葉頼胤流
常胤の七男、あるいは常胤本人とする千葉頼胤は長坂氏を中心として、奥州千葉六党を形成したと言う。
- 長坂氏
- 百岡氏
- 伊刺氏
- 本吉氏
- 浜田氏
- 一関氏

千葉胤親流
千葉胤正の息子・千葉胤親を祖とする。胤親に関しては、該当する人物に、上総氏出身で胤正の女婿である角田胤親がいる。
- 馬籠氏
- 矢作氏
- 高田氏
- 大原氏
- 星氏

千葉泰胤流
祖に関しては、千葉成胤の次男・泰胤を指すと言われている。
- 薄衣氏
- 松川氏
- 鳥畑氏
- 門崎氏
- 峠千葉氏
- 奥玉千葉氏

## その他
国際連盟事務次長を務めたことで知られる新渡戸稲造の家系は奥州千葉氏と言われている。宝治合戦で討ち死にした千葉秀胤の遺児の末裔という。